# IC 4979
IC 4979 ist eine Balken-Spiralgalaxie vom Hubble-Typ S im Sternbild Telescopium am Südsternhimmel. Sie ist schätzungsweise 442 Millionen Lichtjahre von der Milchstraße entfernt und hat einen Durchmesser von etwa 140.000 Lichtjahren.

Das Objekt wurde am 31. August 1904 von Royal Harwood Frost entdeckt.